# Hounsouko
 Hounsouko est un quartier situé dans le 4e arrondissement de la commune de Porto-Novo dans le département de l'Ouémé au sud-Est du Bénin.

## Histoire et Toponymie

### Histoire
Hounsouko devient officiellement un quartier du 4e arrondissement de la commune de Porto-Novo a la suite de la loi n° 2015-01 du 06 mars 2015 modifiant et complétant la loi n° 2013-05 du 27 mai 2013 portant création, organisation, attribution et fonctionnement des unités administratives en république du Benin,,.

## Population
Selon le recensement général de la population et de l'habitation de 2013 conduit par l'instiut national de la statistique et de l'analyse économique (INSAE), Hounsouko compte 3 508 habitants,.